# Jalila Khamis Koko
Jalila Khamis Koko, ou Jalila Khamis Kuku, est une enseignante et militante soudanaise. En mars 2012, elle a été arrêtée par le Service National Soudanais de Renseignement et de Sécurité et accusée de trahison. Après une détention de dix mois, elle est libérée en janvier 2013. En décembre 2013, Jalila Khamis reçoit la Délégation de l'Union européenne au Soudan «Heroes for Human Rights Award 2013».

## Biographie
Jalila Khamis naît vers 1968 dans le Kordofan du Sud, dans la région des monts Nuba au Soudan, et est d'origine nubienne,. Depuis le milieu des années 1980, à l'exception d'une période de six ans entre 2005 et 2011, le conflit sévit dans la région des Monts Nouba. Moins connu que le Darfour, en partie à cause de l'éloignement de la région et des difficultés d'accès, ce conflit est la guerre la plus longue d'Afrique.
Elle habite à Khartoum avec son mari et ses cinq enfants, où elle fut institutrice. Elle est membre du parti d'opposition interdit, le Mouvement populaire de libération du Soudan-Nord, et active dans des ONG pour les droits des femmes au Soudan.

## Militantisme
En 2005, lorsque l'Accord de Paix global fut signé pour mettre fin au conflit de 25 ans dans son pays natal, Jalila Khamis retourne visiter son village natal, Katcha, dans la localité de Buram. Elle obtient l'autorisation de fonder une école de village, les enfants de Katcha devant parcourir de longues distances pour se rendre à l'école. Jalila Khamis rassemble des dons pour la construction et les fournitures, et parvient à recruter des professeurs.
En 2011, lorsque les combats reprennent dans les monts Nouba, des groupes de femmes et des civils deviennent les cibles du conflit. Des dizaines de milliers de réfugiés fuient la région pour Khartoum et le Soudan du Sud. Jalila Khamis transforme sa maison à Khartoum en refuge temporaire pour ceux qui fuient le conflit et attire l'attention sur la crise humanitaire causée par ce qu'elle nomme la « stratégie militaire préméditée pour nettoyer ethniquement le peuple Nouba ».
Dans un plaidoyer pour la paix et la fin des combats, la vidéo de Jalila Khamis Koko critiquant le traitement du peuple Nouba par le président soudanais Omar al-Bashir, mise en ligne sur YouTube, conduit à son arrestation. Accusée de trahison, elle se voit refuser l'accès à ses avocats, mais les organisations de femmes se sont mobilisées pour atteindre les médias internationaux par le biais d'une campagne de blogs, d'efforts sur les réseaux sociaux et d'une manifestation silencieuse organisée par le GIRIFNA—Mouvement soudanais de résistance non violente. La demande de justice de GIRIFNA a lieu à la prison fédérale pour femmes d'Omdurman, lieu de détention de Jalila Khamis. Jalila  Khamis est reconnue coupable du seul chef d'accusation de diffusion de fausses nouvelle et condamnée à une peine d'emprisonnement. En janvier 2013, elle est finalement libérée et le tribunal reconnaît qu'il n'y avait aucun fondement pour les accusations portées contre elle.

## Héritage
L'histoire de Kahmis est l'objet de reportages axés sur la violence dans la région contre les femmes. Le producteur de médias égyptien OnTV diffuse un segment entier sur la crise humanitaire soudanaise. Les militants et les dirigeants des mouvements de jeunesse ont ignoré les effets que pourrait avoir une campagne numérique, malgré les avertissements des avocats selon lesquels l'attention des médias nuit à l'affaire.